# Междузвездни войни: Епизод VII – Силата се пробужда
„Междузвездни войни: Епизод VII – Силата се пробужда“ (на английски: Star Wars: Episode VII – The Force Awakens) е американски научнофантастичен филм от 2015 г. на режисьора Джей Джей Ейбрамс и седми в поредицата „Междузвездни войни“. Премиерата му е на 14 декември 2015 г. в Лос Анджелис, а по кината в Съединените щати и България излиза на 18 декември 2015 г.

## Сюжет
Внимание:  Текстът по-долу разкрива сюжета на произведението (или части от него)!
| „          | Преди много години в една далечна галактика... Люк Скайуокър е изчезнал. В негово отсъствие зловещият Първи ред се е надигнал от пепелищата на Империята и няма да се спре пред нищо, докато Скайуокър – последния джедай – не бъде унищожен. С подкрепата на Новата република генерал Лея Органа предвожда смелите бойци на Съпротивата. Тя търси отчаяно брат си Люк и има нужда от помощта му, за да възстанови справедливостта в галактиката. Лея изпраща най-смелия си пилот на тайна мисия на планетата Джаку, където един стар съюзник е открил следа към местонахождението на Люк... | “ |
| Встъпление | |   |

Изминали са близо 30 години от победата над Дарт Вейдър и Империята, но се появява нова заплаха. Първият ред се е сформирал като военна хунта от имперските остатъци във Външния ръб, а генерал Лея Органа и Съпротивата трябва да осуетят плановете му. Всички търсят изчезналия майстор джедай Люк Скайуокър, а през това време се появяват нови герои: Рей – скитница от планетата Джаку, която носи Силата в кръвта си; Фин – щурмовак, който дезертира от Първия ред; и Поу Дамерон – най-добрият пилот на Съпротивата. Хан Соло помага в търсенето на Скайуокър и се включва в мисията да унищожат новото супероръжие, с което Първият ред иска да разгроми Съпротивата и Новата република. Появяват се и нови злодеи като генерал Хъкс и Кайло Рен – воин с мистериозно минало.

## Актьорски състав
| Актьор                                                                           | Роля |
| -------------------------------------------------------------------------------- | --- |
| Дейзи Ридли                                                                      | Рей – вехтошарка от планетата Джаку                                                                       |
| Джон Бойега                                                                      | Фин – бивш щурмовак FN-2187 от Първия ред, превърнал се в бунтовник                                       |
| Оскар Айзък                                                                      | Поу Дамерън – един от най-добрите пилоти на Съпротивата                                                   |
| Адам Драйвър                                                                     | Кайло Рен – главен помощник на върховния лидер Сноук, син на Хан Соло и Лея Органа, избрал Тъмната страна |
| Анди Съркис (гласът на този герой)                                               | Сноук – върховният лидер на Първия ред                                                                    |
| Донал Глийсън                                                                    | Армитидж Хъкс – генерал на Първия ред, командир на военна база Starkiller (буквално „Звездоубиец“)        |
| Харисън Форд                                                                     | Хан Соло – контрабандист и собственик на Хилядолетния сокол                                               |
| Марк Хамил                                                                       | Люк Скайуокър – последен майстор джедай, живеещ в самоналожено изгнание                                   |
| Кари Фишър                                                                       | Лея Органа-Соло – генерал на силите за Съпротива                                                          |
| Лупита Нионг'о (гласът на този герой)                                            | Маз Каната – бивш пират и контрабандист, управлявал междузвездна механа в замък на планета Такадана       |
| Антъни Даниълс                                                                   | C-3PO – дипломатически протоколен дроид                                                                   |
| Кени Бейкър                                                                      | R2-D2 – дроид астромеханик                                                                                |
| Питър Мейхю Джонас Суотамо                                                       | Чубака – извънземно от планетата Кашуик, главен съдружник на Хан Соло                                     |
| Макс фон Сюдов                                                                   | Лор Сан Тека – бивш авантюрист от Джаку, подпомагащ Съпротивата                                           |
| Гуендолин Кристи                                                                 | капитан Фазма – командирът на легионите на щурмовиците от Първия ред                                      |
| Тимъти Роуз (герой) Ерик Бауерсфелд (гласът на този герой)                       | Адмирал Акбар – един от бунтовническите лидери                                                            |
| Майк Куин (контрол на куклата на герой) Бил Кипсанг Ротич (гласът на този герой) | Ниен Нанб – един от бунтовническите лидери                                                                |
| Кен Люнг                                                                         | Адмирал Статура – един от бунтовническите лидери                                                          |
| Саймън Пег                                                                       | Ункар Плут – търговец на отпадъци от планетата Джаку                                                      |
| Грег Грънбърг                                                                    | Темин Вексли – пилот от Съпротивата                                                                       |
| Киран Шах                                                                        | Тедо – чистач на Джаку                                                                                    |
| Джесика Хенвик                                                                   | Джес „Тестор“ Пава – пилот от Съпротивата                                                                 |
| Брайън Вернел                                                                    | Бала-Тик – водач на „Бандата на смъртта“ на Гуави                                                         |
| Ян Рухиан                                                                        | Тасу Лич – член на „Бандата на смъртта“ на Гуави                                                          |
| Ико Джувайс                                                                      | Разу Цин-Фи – член на „Бандата на смъртта“ на Гуави                                                       |
| Чецеп Ариф Рахман                                                                | Крокинд Шанд – член на „Бандата на смъртта“ на Гуави                                                      |
| Уоруик Дейвис                                                                    | Воливан – обитател на механа в замъка на Маз Каната                                                       |
| Анна Брустър                                                                     | Базин Нетал – шпионин от Първия ред, също в замъка на Маз Каната                                          |
| Хана Джон-Камен                                                                  | Базин Нетал – офицер от Първия ред                                                                        |
| Томас Броуди-Сангстър                                                            | Танисон – офицер от Първия ред                                                                            |
| Кейт Флитууд                                                                     | Унамо – офицер от Първия ред                                                                              |
| Били Лурд                                                                        | Коникс – лейтенант от Съпротивата                                                                         |
| Емун Елиът                                                                       | Бранс – войник от Съпротивата                                                                             |
| Мейзи Ричардсън-Селърс                                                           | Кор Села – войник от Съпротивата                                                                          |
| Хариет Уолтър                                                                    | Калония – лечителката от Съпротивата                                                                      |
| Марк Стенли                                                                      | рицар ордена Рен                                                                                          |
| Себастиан Арместо                                                                | Митака – лейтенант от Първия ред                                                                          |
| Пип Торенс                                                                       | Каплан – полковник от Първия ред                                                                          |
| Алек Гинес (гласът на този герой)                                                | Оби-Уан Кеноби – майстор джедай, който се превръща в дух на Светлата страна на Силата                     |
| Франк Оз (гласът на този герой)                                                  | Великият майстор Йода – най-могъщият джедай, който се превръща в дух на Светлата страна на Силата         |
| Хейдън Кристенсен (гласът на този герой)                                         | Анакин Скайуокър – майстор джедай, който се превръща в дух на Светлата страна на Силата                   |
| Иън Макдърмид (гласът на този герой)                                             | император Палпатин                                                                                        |

## Приходи
На 31 декември 2015 г. „Силата се пробужда“ достига сумата 651,9 милиона долара само на територията на Северна Америка и 679,2 милиона в другите страни, което прави общ доход 1,331 милиарда долара срещу бюджет от 245 милиона долара.
В своята първата вечер от излъчването си филмът донася сумата от 57 милиона долара, счупвайки рекорда на „Хари Потър и Даровете на Смъртта: Втора част“ от 2011 г. и надминавайки този на предишната част от 2005 г. от 50 млн. долара Общо за първия си ден продуктът достига 119,1 млн. долара, което го прави „най-доходоносният филм в първия ден от излъчването“ и първият, който прескача бариерата от 100 млн. долара. За първия си уикенд „Силата се пробужда“ събира общо 247,9 млн. долара.
Седмата част от поредицата е филмът, достигнал най-бързо 1 млрд. долара приходи, събрани само за 12 дни. Досегашният рекорд принадлежи на „Джурасик свят“, който през юни същата година за 13 дни натрупа своя милиард, с тази разлика че продуктът бе пуснат от самото начало в Китай – втория най-голям кино пазар, а „Силата се пробужда“ излиза в китайските киносалони на 9 януари 2016 г. Още един рекорд за поредната част от „Междузвездни войни“ е най-големи приходи за Коледа – 49,3 млн. долара.
В България лентата прави премиера на 18 декември 2015 г. За десет дни филмът събира 2 444 224 лева от билетите на общо 230 560 зрители. „Силата се пробужда“ е спряган като сериозен конкурент на рекордьора за страната „Аватар“, който седем години по-рано за месец и половина реализира 4,09 млн. лв.

## Критика
Лентата получава предимно положителни отзиви от критиката. Някои упрекват режисьора и сценаристите, че сюжетът на седмия филм напомня на „Междузвездни войни: Епизод IV - Нова надежда“.
В интервю за американския водещ Чарли Роуз Джордж Лукас споделя, че е разочарован от филмовия продукт, понеже бил старомоден. Лукас определя лентата на Джей Джей Ейбрамс като „ретро филм“ и характеризира компанията „Уолт Дисни“ като „бели робовладелци“. За новата част на „Междузвездни войни“ се изказва критично и режисьорът на „Аватар“ Джеймс Камерън, наричайки произведението на Ейбрамс „слаб и безидеен филм“. Режисьорът споделя мнението на мнозина, че новата част не се различава от останалите и Ейбрамс не е внесъл нищо ново в марката.

## Награди и номинации
| Категория                                    | Номиниран(и)                                   | Резултат                    |
| Оскар (28 февруари 2016 г.)                  | Оскар (28 февруари 2016 г.)                    | Оскар (28 февруари 2016 г.) |
| -------------------------------------------- | ---------------------------------------------- | --------------------------- |
| Най-добри визуални ефекти                    | Най-добри визуални ефекти                      | номинация                   |
| Най-добър звук                               | Най-добър звук                                 | номинация                   |
| Най-добър звуков монтаж                      | Най-добър звуков монтаж                        | номинация                   |
| Най-добър филмов монтаж                      | Мериан Брандън и Мери Джо Марки                | номинация                   |
| Най-добра филмова музика                     | Джон Уилямс                                    | номинация                   |
| Награда на БАФТА (14 февруари 2016 г.)       |                                                |                             |
| Най-добри визуални ефекти                    | Най-добри визуални ефекти                      | награда                     |
| Най-добри декори                             | Най-добри декори                               | номинация                   |
| Най-добър звук                               | Най-добър звук                                 | номинация                   |
| Най-добра филмова музика                     | Джон Уилямс                                    | номинация                   |
| Хюго (20 август 2016 г.)                     |                                                |                             |
| Най-добро сценично представяне (дълга форма) | Най-добро сценично представяне (дълга форма)   | TBD                         |
| Бредбъри (14 май 2016 г.)                    |                                                |                             |
|                                              | Джей Джей Ейбрамс, Лорънс Касдан и Майкъл Арнд | номинация                   |
| Сатурн (22 юни 2016 г.)                      |                                                |                             |
| Най-добър научнофантастичен филм             | Най-добър научнофантастичен филм               | TBD                         |
| Най-добри декори                             | Най-добри декори                               | TBD                         |
| Най-добри костюми                            | Най-добри костюми                              | TBD                         |
| Най-добър грим                               | Най-добър грим                                 | TBD                         |
| Най-добри специални ефекти                   | Най-добри специални ефекти                     | TBD                         |
| Най-добър режисьор                           | Джей Джей Ейбрамс                              | TBD                         |
| Най-добър сценарий                           | Джей Джей Ейбрамс, Лорънс Касдан и Майкъл Арнд | TBD                         |
| Най-добър монтаж                             | Мериан Брандън и Мери Джо Марки                | TBD                         |
| Най-добра музика                             | Джон Уилямс                                    | TBD                         |
| Най-добър актьор                             | Джон Бойега                                    | TBD                         |
| Най-добър актьор                             | Харисън Форд                                   | TBD                         |
| Най-добра актриса                            | Дейзи Ридли                                    | TBD                         |
| Най-добър актьор в поддържаща роля           | Адам Драйвър                                   | TBD                         |
| Най-добра актриса в поддържаща роля          | Кари Фишър                                     | TBD                         |
| Най-добра актриса в поддържаща роля          | Лупита Нионг'о                                 | TBD                         |
| Емпайър (20 март 2016 г.)                    |                                                |                             |
| Най-добър научнофантастичен или фентъзи филм | Най-добър научнофантастичен или фентъзи филм   | награда                     |
| Най-добър режисьор                           | Джей Джей Ейбрамс                              | награда                     |
| Най-добър мъжки дебют                        | Джон Бойега                                    | награда                     |
| Най-добър женски дебют                       | Дейзи Ридли                                    | награда                     |
| Най-добри визуални ефекти                    | Най-добри визуални ефекти                      | награда                     |
| Най-добър филм                               | Най-добър филм                                 | номинация                   |
| Най-добри декори                             | Най-добри декори                               | номинация                   |
| Най-добри костюми                            | Най-добри костюми                              | номинация                   |
| Най-добър грим и прически                    | Най-добър грим и прически                      | номинация                   |